# Julio Lucas Jaimes
Julio Lucas Jaimes (Potosí, 1840 - Buenos Aires, 1914) fue un escritor, tradicionista, periodista y diplomático boliviano, también conocido bajo el pseudónimo de Brocha Gorda.

## Biografía
Ocupó el cargo de cónsul de Bolivia en Tacna, Perú. Allí se casó con la poetisa peruana Carolina Freyre, y fue padre del célebre poeta boliviano Ricardo Jaimes Freyre.
Al finalizar su misión diplomática en Tacna, residió en Lima, donde conoció al periodista y tradicionista peruano Ricardo Palma. Con él, fundaría el periódico quincenario La Broma. Luego de regresar a Potosí, fue profesor de filosofía y literatura en el prestigioso Colegio Nacional Pichincha. Al estallar la Guerra del Pacífico entre Bolivia y Chile, participó en el conflicto y cayó prisionero, permaneciendo encarcelado por un tiempo en Santiago.
Posteriormente, durante la presidencia de Narciso Campero, fue director de Estadística. En 1888, fue elegido Diputado por Potosí y luego desempeñó las funciones de Encargado de Negocios ante el gobierno de Brasil. Luego de desempeñar estos cargos públicos se estableció en Buenos Aires. Allí fue profesor de Filosofía en el Colegio Nacional y en la Escuela Normal. También escribió para el diario La Nación, y otros periódicos bolivianos como El Comercio, Los Debates y El Nacional.
La escritura tradicionista de Julio Lucas Jaimes constituye un importante aporte para la literatura boliviana, plasmada en obras como Crónicas Potosinas (1896) y especialmente La Villa Imperial de Potosí (1905). En estas obras recoge tradiciones y leyendas potosinas, recreando el pasado colonial de su ciudad natal. También escribió obras teatrales como Morir por la patria y Un hombre en apuros.
Julio Lucas Jaimes murió a la edad de 69 años en Buenos Aires el 13 de octubre de 1914. Sus restos fueron repatriados y actualmente descansan en la Catedral Basílica Mayor de Potosí.

## Obra

### Narrativa
- Crónicas Potosinas, (1895)[3]
- La Villa Imperial de Potosí (1905)[3]

### Teatro
- Morir por la Patria, drama cívico en tres actos (1882)
- Un hombre en apuros, comedia en un acto (1885)

### Ensayos y Críticas
- Crítica literaria por Dn. Javier de la Brocha Gorda (1884)
- Don Ricardo José Bustamente, Crítica literaria (1884)
- Epílogo de la Guerra del Pacífico (1893)
- Dr. Juan Crisóstomo Carrillo: su fisonomía moral su vida pública (1901)
- Brasil-Bolivia (1903)[3]